# 索娜姆·马利克
索娜姆·马利克（Sonam Malik，2002年4月15日—），印度女子摔跤运动员，2023年亚洲摔跤锦标赛女子自由式62公斤级铜牌得主、2022年亚洲运动会女子自由式62公斤级铜牌得主。